# Hotel Mario
Hotel Mario é um jogo eletrônico de puzzle desenvolvido pela Philips Fantasy Factory e publicado pela Philips Interactive Media para o Philips CD-i em 1994. Os jogadores controlam Mario, que deve encontrar a Princesa Toadstool passando por sete hotéis no Reino do Cogumelo; cada hotel é dividido em etapas, e o objetivo é fechar todas as portas em cada etapa. Cada hotel termina em uma luta de chefe com um dos Koopalings de Bowser, culminando em uma batalha com Bowser.
Hotel Mario foi um dos quatro jogos com personagens da Nintendo publicados para o CD-i; os outros eram três jogos da série The Legend of Zelda. Outro jogo, Super Mario's Wacky Worlds, nunca foi lançado. A Nintendo licenciou os personagens após renegar um acordo para a Philips criar o Super Nintendo Entertainment System CD-ROM, um acessório para o Super Nintendo Entertainment System (SNES).
Hotel Mario inicialmente recebeu críticas mistas; os críticos achavam que era divertido, mas não tinha apelo duradouro. Retrospectivamente, foi descrito como um dos piores jogos eletrônicos da série Mario, recebendo críticas por sua mecânica de fechar portas, controles sem resposta, dublagem e cutscenes de vídeo full motion.

## Jogabilidade

Um estágio no primeiro hotel

Hotel Mario é um jogo eletrônico de puzzle de tela única. Controlando Mario, ou seu irmão Luigi no modo de dois jogadores, o jogador procura no Klub Koopa Resort pela Princesa Toadstool, que foi sequestrada por Bowser.
O jogo é composto por seis hotéis, cada um com vários estágios. O jogador deve fechar todas as portas do palco movendo-se para cima e para baixo nos elevadores e evitando os inimigos. Mario pode pisar na maioria dos inimigos, como nos jogos anteriores, mas alguns devem ser evitados trocando de piso ou entrando por uma porta aberta. No final de cada hotel, o jogador se envolve em uma luta de chefão com um Koopaling; no hotel final, o jogador luta contra Bowser. O jogo apresenta vários power-ups: o Super Mushroom permite que Mario receba vários golpes, o Star Man o torna temporariamente invencível e a Fire Flower permite que ele lance bolas de fogo.

## Desenvolvimento
Devido à crescente popularidade dos compact discs (CDs), que permitiriam jogos eletrônicos maiores, a Nintendo tinha interesse em entrar neste mercado. Em 1988, a empresa firmou um contrato com a Sony para a realização de dois projetos: um acessório baseado em CD para o planejado Super Nintendo Entertainment System (SNES) e um dispositivo da Sony que executaria cartuchos de SNES e jogos baseados em CD, apelidado de "Play Station". Este último logo se tornaria o projeto principal da divisão interna de jogos da Sony; entretanto, ao mesmo tempo, a Nintendo estava trabalhando com outra empresa: a Philips. Na época, a empresa era a maior fabricante de eletrônicos da Europa e uma das pioneiras na tecnologia do CD. Howard Lincoln e Minoru Arakawa, da Nintendo, iniciaram um acordo com a Philips para produzir um periférico baseado em CD para o SNES. A Sony não sabia desse acordo e continuou avançando no projeto Play Station.
Na Consumer Electronics Show de 1991, a Nintendo decidiu, na véspera de seu anúncio na feira, que seu acordo com a Sony cedia muito controle para a empresa, e Lincoln revelou os planos da Nintendo com a Philips para criar o periférico, deixando a Sony "furiosa". A Sony acabou dando suporte ao periférico da Sega, o Sega CD, desenvolvendo jogos para a plataforma. No final de 1993, a Nintendo anunciou que estava abandonando completamente os planos do periférico. Como parte da dissolução desse contrato, a Nintendo permitiu que a Philips usasse alguns de seus personagens em seu console, o CD-i, resultando em três jogos da série The Legend of Zelda e Hotel Mario. Outro jogo da série Mario, Super Mario's Wacky Worlds, foi cancelado quando ainda era um protótipo. A Nintendo não participou do desenvolvimento dos jogos; em vez disso, foram criados por desenvolvedores inexperientes.
Hotel Mario foi desenvolvido pela Fantasy Factory. Os desenvolvedores e testadores tendiam a ser mais velhos; o artista de fundo Trici Venola observou que um dos testadores "já havia passado da aposentadoria". Como o público-alvo de crianças teria reflexos mais rápidos, o jogo foi projetado para jogar bem para os testadores e, em seguida, ficar mais rápido. Hotel Mario usa cenas FMV produzidas pelo estúdio de animação russo-estadunidense Animation Magic para contar sua história. Este é o mesmo estúdio que desenvolveu e animou os três jogos de Zelda do CD-i. Sentindo que uma versão inicial era "mecânica" e "visualmente sem graça", Venola e o diretor de arte Jeff Zoern usaram elementos da Disney e de J. R. R. Tolkien para aprimorar o estilo visual. As ilustrações dos palcos foram compostas por vários blocos, cada um com um detalhe. O primeiro item que Venola criou para todos os hotéis foi a porta. Cada edifício levou uma semana para ser concluído e foi projetado com um tema específico; por exemplo, o hotel de Bowser apresenta arquitetura gótica. Para a dublagem, Marc Graue fez as vozes de Mario, Luigi e Bowser, enquanto a princesa Toadstool foi dublada por Jocelyn Benford.

## Recepção e legado
Inicialmente, Hotel Mario recebeu críticas mistas. A Electronic Gaming Monthly elogiou sua jogabilidade como simples, mas viciante. A GamePro disse que o jogo era divertido, mas rapidamente se tornava entediante, atribuindo-lhe um "fator de diversão" de 2,5/5. A revista classificou Hotel Mario em 3.5/5 para gráficos e 4/5 para som, escrevendo que "os únicos aspectos intrigantes deste jogo são as sequências animadas bem feitas". A Video Games: The Ultimate Gaming Magazine deu ao jogo uma nota de 7/10, reconhecendo sua dificuldade. A revista espanhola Super Juegos deu uma nota de 85 para gráficos, 84 para música, 85 para efeitos sonoros e 89 para jogabilidade, totalizando uma nota de 87/100. Ela elogiou a mecânica simples, e recomendou o jogo a todos os donos de CD-i.
Retrospectivamente, foi descrito como um dos piores jogos eletrônicos da série Mario. Levi Buchanan da IGN disse que, embora fosse superior aos jogos de The Legend of Zelda do console, fechar portas não era "um gancho forte o suficiente para um jogo inteiro"; contrariamente, J.C. Fletcher da Joystiq disse que "Embora os três jogos de Zelda para o CD-i sejam execráveis por serem mal feitos, pelo menos eram jogos de plataforma, aventura e coisas do gênero. Hotel Mario é conceitualmente terrível. Imagine Elevator Action sem a ação." A GamesRadar descreveu-o como "craptástico", e a Eurogamer como "pouco mais do que uma versão realmente ruim de Elevator Action". Os controles foram criticados como sem resposta.
As cutscenes foram amplamente criticadas. A 1UP.com as descreveu como "completamente aterrorizantes", e a IGN chamou-os de "abismais", parecendo "um flip-book ruim de imagens impressas do Microsoft Paint". A Joystiq descreveu-as como uma "animação amadora, extravagantemente colorida, tremida, com zoom aleatório". A dublagem também foi criticada; tanto a 1UP.com quanto a IGN consideraram a atuação do dublador de Mario, Marc Graue, inadequada para o personagem e carente da ludicidade do dublador atual de Mario, Charles Martinet. Danny Cowan, da 1UP.com, escreveu: "Mario parece mais o avô ex-fumante de alguém tentando imitar um assassino da Máfia [...] O diálogo deve soar divertido, mas as vozes dos personagens implicam em atos de ameaça e ódio." Em 2008, a IGN nomeou Hotel Mario como um dos dez piores jogos da série Mario.
Paulo Vasconcellos publicou para o site brasileiro de tecnologia TechTudo uma lista dos piores jogos da série Mario, em 2016, finalizando-a com Hotel Mario. Ele chamou o jogo de "decepcionante", e achou a jogabilidade confusa. Ao mesmo site, Felipe Vinha incluiu-o em suas listas de "jogos do Mario Bros. mais bizarros", declarando que "o título tem pouca interação do jogador com o personagem" e chamando os gráficos de "terríveis".